# 美国证券交易委员会
美国证券交易委员会（英語：United States Securities and Exchange Commission），常被稱為證监會，是根据《1934年证券交易法》成立、直属美国联邦政府的独立機關、準司法机构，负责美国的证券监督和管理工作，為美国证券业最高主管機關。SEC的主要職責包括保護投資者、維護公平、有序且高效的市場，以及促進資本形成。它通過制定規則、執行法律和監督證券市場參與者來達成這些目標。
美国证券交易委员会由五名委员组成，任何单一政党占有的席次不能多於三席。现今的主席由紐約華爾街併購律師克雷頓担任。其他四位委员由两位共和党人和两位民主党人担任。委員會成員由總統提名並經參議院批准，任期五年，並可連任。

## 成立背景
在1920年代的美國，由于证券市场上的某些公司通过不公开向投资者提供相关信息的手段来获得巨额利益，由此导致了美国在1929年10月的股市崩盘，投资者的利益蒙受巨大的损失。於是，美国国会分别通过了1933年证券法和1934年证券交易法（the Securities Exchange Act of 1934），确认在证券交易中要公允地公开企业状况、证券情况等，以投资者利益为首。证券交易委员会行使由国会授予的权利。保证公共公司不存在财务欺诈，提供误导性的信息，内幕交易或者其他违反各项证券交易法的行为，否则将面临民事诉讼。

## 委員會歷史
後來的美国总统富兰克林·德拉诺·罗斯福任命了约瑟夫·肯尼迪为首任证券交易委员会主席。
1939年，美國通過1939年信托契约条例；1940年，分別通過1940年投资公司法案與1940年投资咨询法。
2002年，通過2002年萨班斯-奥克斯利法案。
2006年，通過信用评级机构改革法案。
目前，证券交易委员会负责七部证券相关法律的执行工作，

## 设置机构
证券交易委员会的总部在华盛顿特区。拥有5名总统提名、国会通过的委员，4个部门，18个办公室，有职员3100多名。另外全国还有11个分支机构。
委员
委员的任期为5年，在委员会中依次替换，所以每年的6月5日都有一个更新。这5人中，总统要指派一名主席出来作为最高的决策者。他们主要执行以下职责：
- 解释联邦证券法
- 修正已有证券法律
- 加强实施法律法规

当然这些会议要在一定程度上接受媒体监督。
部门
- 企业融资部，保证企业上市符合披露要求以及其他股票交易文件的审查
- 市场监管部
- 信息安全部

## 美国证券交易委员会与加密货币
2023年6月5日，美国证券交易委员会（SEC）对币安（Binance）及其创始人赵长鹏提出13项指控，指控内容包括不当管理客户资金以及在未获得适当注册的情况下运营。次日，SEC指控Coinbase以未注册的证券交易所、经纪商和清算机构身份运营，进一步表明其对行业主要参与者的监管力度正在加强。
SEC与加密货币行业之间的一个核心争议点是如何定义“证券”。SEC使用了源自1946年美国最高法院裁决的“豪伊测试”（Howey Test），该测试将证券定义为“对一项共同企业的资金投资，并且收益完全来自他人努力”。SEC依据该测试将许多加密资产归类为证券，认为它们的价值通常依赖于区块链项目背后开发者或其他核心团队的努力。批评者认为，该测试已过时，不适合加密货币去中心化的特性，从而导致监管定义不明确并加剧了不确定性。经济学家的研究表明，在根斯勒领导下，SEC对加密货币的不确定执法行为（例如在缺乏明确指导方针的情况下将加密货币分类为证券）引发了加密市场的长期动荡。指导方针的不明确也引发了对SEC能否维护公平有序市场能力的质疑。